# EXist
eXist est un système de gestion de base de données open source Java, entièrement basé sur la technologie XML. Contrairement à la plupart des systèmes de gestion de base de données relationnelles, eXist utilise XQuery, qui est une recommandation du W3C, pour manipuler ses données.

## Avantages d'eXist
eXist permet aux développeurs la manipulation de données XML sans avoir à écrire de lourds programmes intermédiaires. eXist respecte et étend beaucoup des standards XML du W3C comme XQuery. eXist supporte aussi les interfaces REST pour interagir avec les formulaires web de type AJAX. Les applications telles que XForms sont susceptibles d'enregistrer leurs données par quelques lignes de codes. L'interface de WebDAV vers eXist permet aux utilisateurs de glisser/déposer directement des fichiers XML dans la base de données eXist. Parce qu'eXist indexe automatiquement les documents par un système de mots clefs, il est aisé de créer un système de recherche performant.

## Standards et technologies eXist
eXist utilise les standards et technologies suivants :
- XPath - Langage XML Path
- XQuery - Langage XML Query
- WebDAV - protocole de gestion de fichiers Web
- REST - Representational state transfer (encodage d'URL)
- SOAP - Simple Object Access Protocol
- XACML - XML Access Control Language
- XInclude (en) - mécanisme de fusion de documents XML
- XML-RPC - protocole d'appel de procédure distante
- XProc - langage de pipeline XML
- XUF - extension de XQuery

## Historique
eXist a été créée en 2000 par Wolfgang Meier qui reste le développeur principal en 2010. En septembre 2006 sont sorties les versions 1.0 et  1.1 (nouvelle numérotation). Les versions 1.4.x sont actuellement supportées et les versions de développement 1.5.x préparent la sortie de la version 1.6.0.
eXist a été nommée en 2006 comme la meilleure base de données de l'année par InfoWorld.
eXist est largement utilisé dans l'architecture de l'application web XRX.